# Houssayanthus biternatus
Houssayanthus biternatus là một loài thực vật có hoa trong họ Bồ hòn. Loài này được (Weath.) Rzed. & Calderón mô tả khoa học đầu tiên năm 2006.